# ویچ هاوس (سبک موسیقی)
ویچ هاوس (به انگلیسی: Witch house؛ در ابتدا با نام‌های درگ، اسکروگیز و هانتد‌ هاوس شناخته می‌شد) یک ریزژانر از موسیقی الکترونیک می‌باشد که از نظر موسیقایی با افکت‌های کیبورد با صدای بالا، بیس‌لاین‌های سنگین و چندلایه و لوپ‌های درام سبک ترپ مشخص می‌شود. این سبک از نظر زیبایی‌شناسی از مضامین الهام‌گرفته از اکلت و گوتیک بهره می‌برد.